# John Ross Bowie

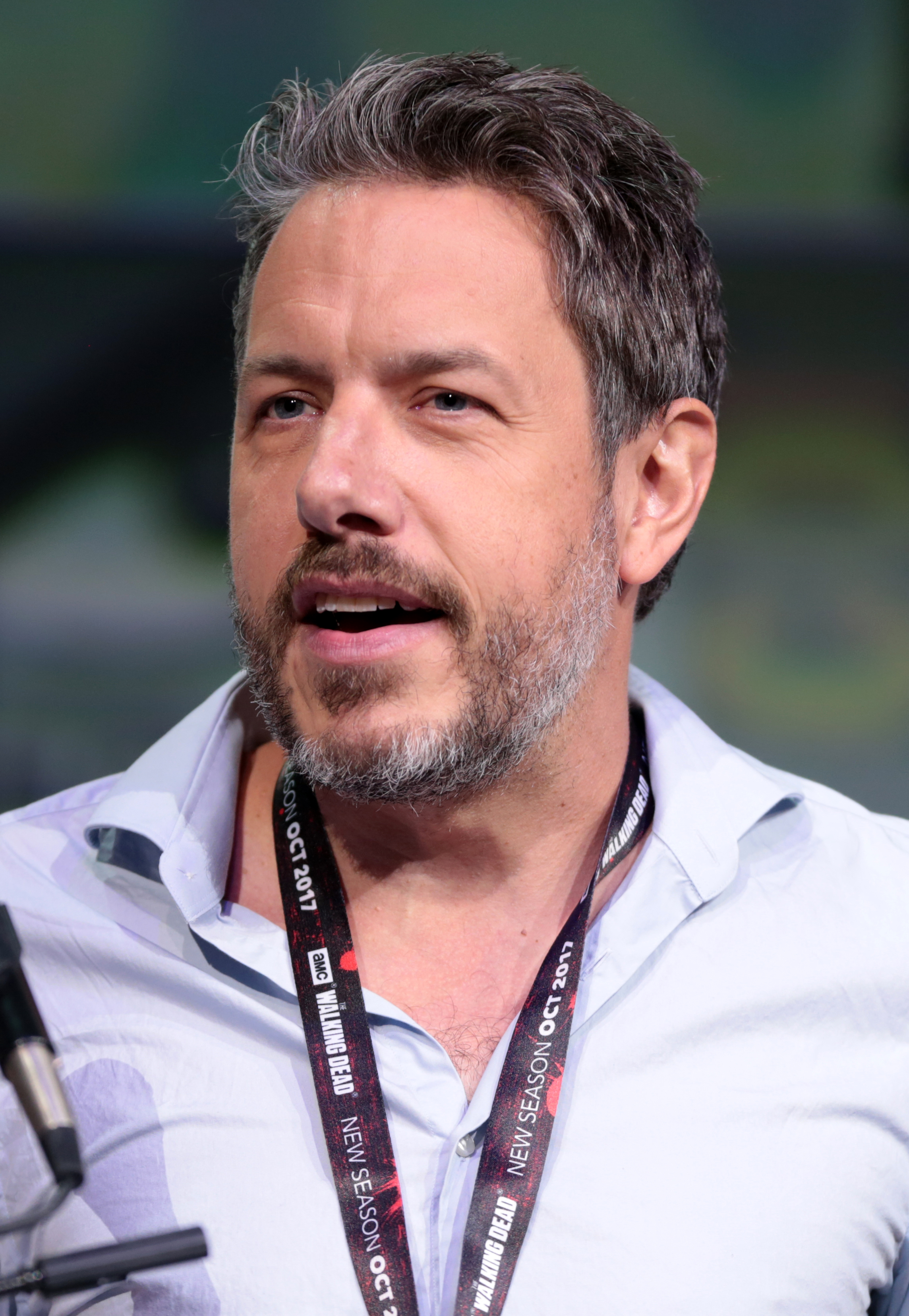
John Ross Bowie (2017)

John Ross Bowie (* 30. Mai 1971 in New York City, New York) ist ein US-amerikanischer Schauspieler.

## Leben
John Ross Bowie ist besonders durch die Darstellung von Dr. Barry Kripke in der Fernsehserie The Big Bang Theory bekannt. Er ist weiterhin regelmäßig am Upright Citizens Brigade Theatre (UCBT) in New York City und Los Angeles zu sehen. Auch wirkte er in vielen Fernsehserien mit. 2013 war er im Kinofilm Taffe Mädels neben Melissa McCarthy und Sandra Bullock in einer kleinen Rolle zu sehen. Von 2016 bis 2019 verkörperte er in der Sitcom Speechless eine der Hauptrollen.
Außerdem ist Bowie Mitglied der Pop-Punkband Egghead.

## Filmografie (Auswahl)
- 2000: Road Trip
- 2004: CSI: NY (Fernsehserie, Folge 1x03)
- 2004: Charmed – Zauberhafte Hexen (Charmed, Fernsehserie, Folge 7x06)
- 2005: Las Vegas (Fernsehserie, Folge 2x20: Der geschlagene Mann)
- 2006: Psych (Fernsehserie, Folge 1x06: Da möchte man in Frieden Bürgerkrieg spielen …)
- 2006: Santa Clause 3 – Eine frostige Bescherung (Santa Clause 3: The Escape Clause)
- 2006: Heroes (Fernsehserie, Folge 1x12)
- 2007: Von Frau zu Frau (Because I Said So)
- 2007: CSI: Den Tätern auf der Spur (CSI: Crime Scene Investigation, Fernsehserie, Folge 8x02)
- 2008: Monk (Fernsehserie, Folge 6x11: Mr. Monk tritt einer Sekte bei)
- 2009: Die Zauberer vom Waverly Place (Wizards of Waverly Place, Fernsehserie, Folge 2x12)
- 2009: Er steht einfach nicht auf Dich (He’s Just Not That Into You)
- 2009: Family Guy (Fernsehserie, Folge 7x16, Stimme)
- 2009: Glee (Fernsehserie, Folge 1x12)
- 2009–2019: The Big Bang Theory (Fernsehserie, 25 Folgen)
- 2010: The Glades (Fernsehserie, Folge 1x06: Doppelgänger)
- 2010: Weeds – Kleine Deals unter Nachbarn (Weeds, Fernsehserie, Folge 6x07)
- 2010: Melissa & Joey (Fernsehserie, Folge 1x11)
- 2010, 2013: Meine Schwester Charlie (Good Luck Charlie, Fernsehserie, 2 Folgen)
- 2011: Bones – Die Knochenjägerin (Bones, Fernsehserie, Folge 7x03)
- 2011: Burn Notice (Fernsehserie, Folge 5x04)
- 2012: Happy Endings (Fernsehserie, Folge 2x19)
- 2012: Retired at 35 (Fernsehserie, 8 Folgen)
- 2012: House of Lies (Fernsehserie, Folge 1x03)
- 2012, 2014: The Exes (Fernsehserie, 2 Folgen)
- 2013: Alex und Whitney – Sex ohne Ehe (Whitney, Fernsehserie, Folge 2x06)
- 2013: Taffe Mädels (The Heat)
- 2013: Brooklyn Nine-Nine (Fernsehserie, Folge 1x06)
- 2014: Episodes (Fernsehserie, 5 Folgen)
- 2014: The Wrong Mans – Falsche Zeit, falscher Ort (The Wrong Mans, Fernsehserie, 4 Folgen)
- 2014–2015: Chasing Life (Fernsehserie, 7 Folgen)
- 2016–2019: Speechless (Fernsehserie, 63 Folgen)
- 2017: Death in Paradise (Fernsehserie, Folge 6x07)
- 2017: I’m Sorry (Fernsehserie, Folge 1x08)
- 2019: Jumanji: The Next Level
- 2021: Feel Good (Fernsehserie, 5 Folgen)
- 2021–2022: United States of Al (Fernsehserie, 5 Folgen)
- 2022: The Rookie (Fernsehserie, Folge 4x14)
- 2022: The Neighborhood (Fernsehserie, 1 Folge)
- 2022: Seattle Firefighters – Die jungen Helden (Station 19, Fernsehserie, 1 Folge)